# Баслы (село)
Ба́слы — село в Большеуковском районе Омской области России, входит в Фирстовское сельское поселение.

## История
Селение образовано в начале XVIII века в составе слободы Аёвской Тарского воеводства.
В 1782 году деревня вошла в состав Рыбинской волости Тарского уезда Тобольской губернии.
В 1804 году через деревню проходила дорога № 27 из Москвы.
На 1809 год деревня находилась на главной почтовой дороге Тобольск-Тара на расстоянии в 19 вёрст.
На 1820 год деревня располагалась на главной почтовой дороге в расстоянии от города Тобольска в 437 верстах и к Таре в 123 верстах.
В 1863 году возведена деревянная часовня в честь Крестителя Господня Иоанна Предтечи. Богослужения отправлялись в дни праздников, в честь которого воздвигнута и в дни святой Четырёхдесятницы для говеющих.
На 1868 год имелось 35 дворов и 179 человек. Располагалась при речке Аёв.
В 1887 году жители деревни нанимали одного овечьего пастуха с платой по 20 копеек с овцы. За коровами ходили сами общественники без наёмного пастуха, причём каждому из домохозяев приходилось пасти общественное стадо один день за 2 скотины, которые у него имелись.
На 1893 год имелось 274 десятины удобной земли в пользовании селения (3,7 десятин на 1 двор), 74 крестьянских дворов и 272 человека.
На 1895 год население занималось маслобойным промыслом. Имелся маслодельный завод.
На 1903 год имелась часовня, водяная мельница. Деревня располагалась при речке Баселка на земском тракте.
1 июня 1906 года было образовано самостоятельное Быслинское сельское общество. До этого входила в Фирстовское сельское общество.
На 1909 год имелся хлебо-запасный магазин, винная лавка, 2 торговые лавки, 3 водяные мельницы, маслобойня, 2 кузницы, пожарный сарай.
На 1912 год имелась мелочная лавка, часовня.
На 1913 год проживало 615 человек православных
На 1926 год имелся сельский совет, школа, маслозавод.
На 1991 год село являлось бригадой колхоза «Память Ильича».

## Инфраструктура
На 2011 год имелась школа, крестьянское (фермерское) хозяйство «Стрелка», библиотека.
Улицы в селе: Береговая, Придорожная, Центральная.

## Население
- 1795 — 41 человек (22 м - 19 ж);
- 1868 — 179 человек (95 м — 84 ж);
- 1893 — 272 человека (131 м — 141 ж);
- 1903 — 424 человека (211 м — 213 ж);
- 1909 — 436 человек (217 м — 219 ж);
- 1912 — 465 человек православных;
- 1913 — 615 человек (296 м — 319 ж);
- 1926 — 823 человека (381 м — 442 ж).

| 1926 | 2002 | 2010 | 2021 |
| ---- | ---- | ---- | ---- |
| 823  | ↘202 | ↘151 | ↘95  |